# Pelexia
Pelexia là một chi thực vật có hoa trong họ, Orchidaceae. Có chừng 60-70 loài được công nhận, bản địa Mỹ Latin, Tây Ấn và Florida.

## Hình ảnh

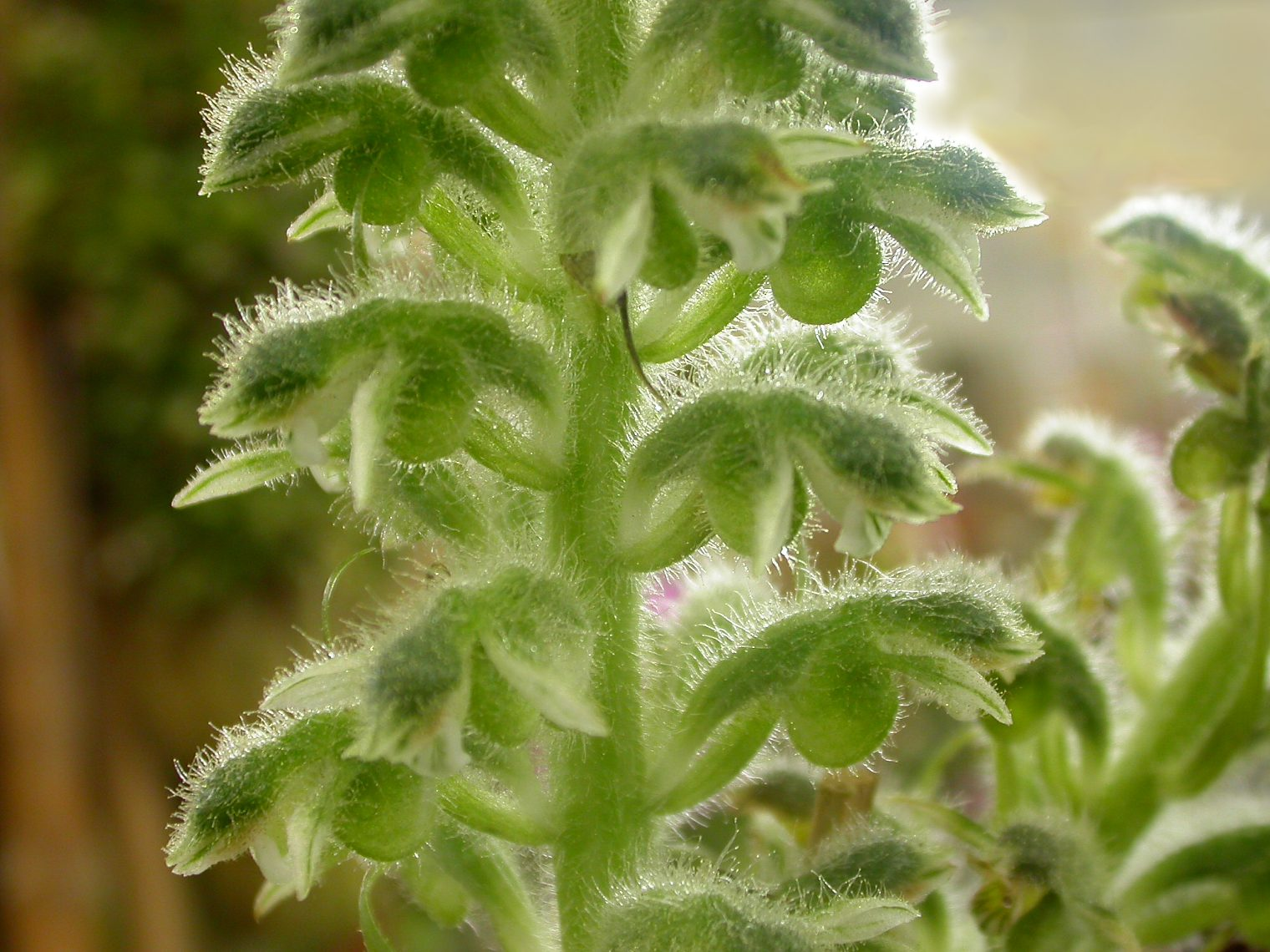
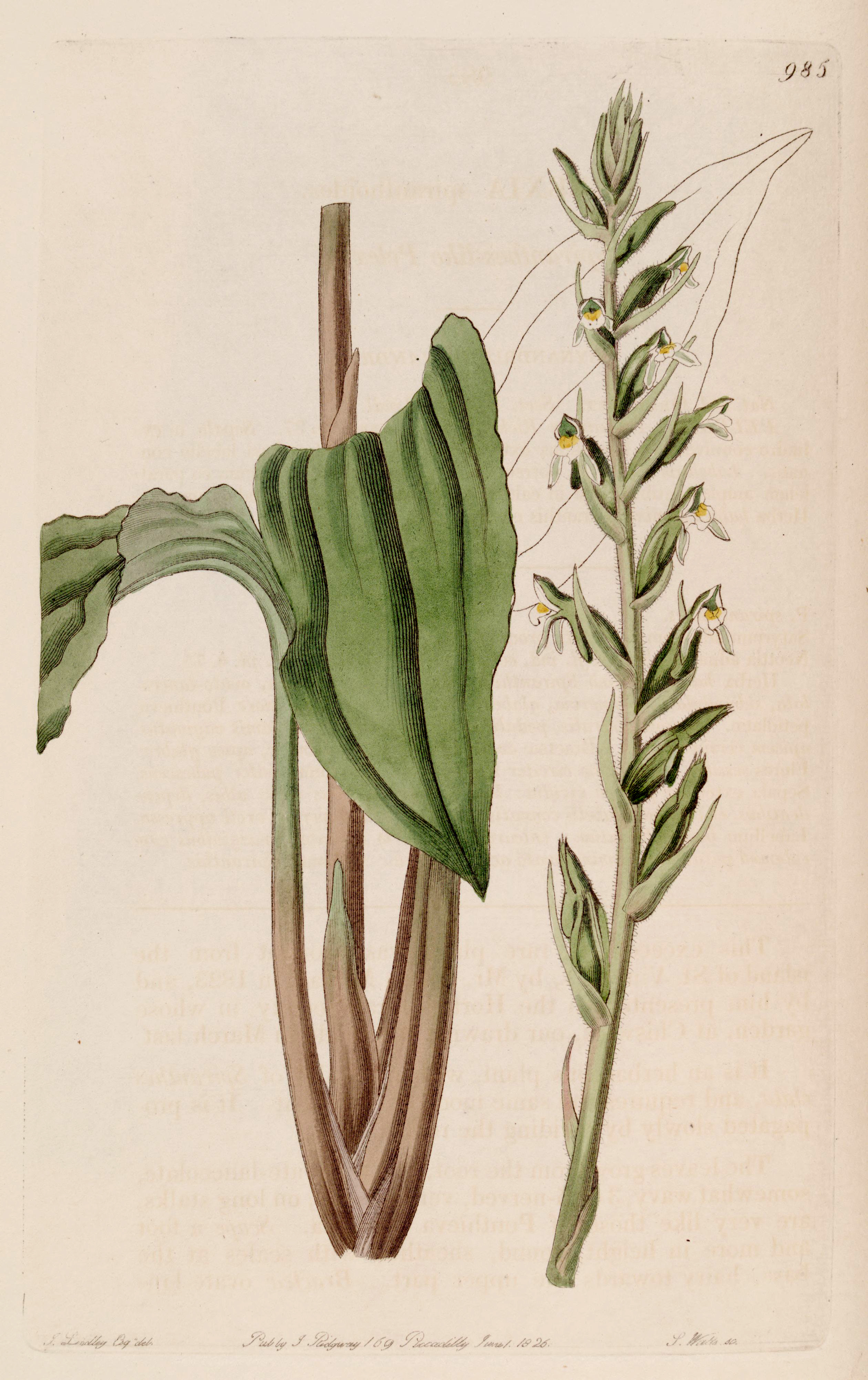